# Hugo IV av Cypern
Hugo IV av Cypern, född cirka 1294, död 1359, var en cypriotisk regent. Han var Cyperns monark från 1324 till 1359.